# Ванкевич Юрій Іванович
Юрій Іванович Ванкевич (нар. 26 січня 1946, Київ, УРСР) — український радянський футболіст, півзахисник та захисник, згодом — український футбольний тренер.

## Життєпис
Вихованець ДЮСШ «Динамо» (Київ), перший тренер — Б. Корсунський. Дорослу футбольну кар'єру розпочав у 1965 році виступами в «Динамо-2» (Київ) у класі «Б». У цьому турнірі зіграв 28 матчів та відзначився 1 голом, ще 2 поєдинки провів у кубку СРСР. По завершенні сезону «Динамо-2» було розформовано, а Юрій Ванкевич був переведений до першої команди. Наступного року, у першості дублерів за «Динамо» зіграв 32 матчі. З 1967 року почав поступово підпускатися до основної обойми, але стати гравцем стартового складу так і не зумів. 
Протягом свого перебування в складі киян за першу команду клубу зіграв у 28-и матчах чемпіонату та у 5-ти — кубку СРСР. «Динамо» у цей час двічі ставало чемпіоном (1967, 1968) і срібним призером 1969 року. В жодному з цих турнірів Ванкевич не провів необхідної кількості матчів для отримання медалі.
У пошуках постійної ігрової практики залишив Київ і в 1971 році став гравцем харківського «Металіста», який виступав у Першій союзній лізі. У 1972 році захищав кольори друголігового житомирського «Автомобіліста» та аматорської команди шахти «Кіровська» (Донецьк).
У 1973 році став гравцем вищолігового донецького «Шахтаря». З 1973 по 1975 роки входив до основної обойми гравців донецького клубу, але з 1976 році втратив своє місце й став гравцем резерву. З осені 1976 року й до завершення кар'єри гравця в 1977 році в матчах чемпіонату СРСР на поле не виходив. Протягом свого перебування в «Шахтарі» в чемпіонаті СРСР зіграв 85 матчів (4 голи), ще 10 матчів (1 гол) провів у кубку СРСР.
З 1981 року перейшов на тренерську роботу. Спочатку працював тренером у клубі «Угольок» (Горлівка). З 1982 по 1985 року працював головним тренером цієї команди. Після здобуття Україною незалежності продовжував тренувати. З початку 1992 року й по липень цього ж року був головним тренером Прометея (Шахтарськ). З серпня по грудень 1992 року очолював «Хімік» (Сєвєродонецьк). У квітні 1993 року повернувся до Шахтарська, де до початку липня 1993 року знову тренував місцеву Медіату. З травня 1994 по 1995 та липня 1996 по серпень 1997 року знову був головним тренером сєвєродонецького «Хіміка». З 2000 по 2003 рік був головним тренером сєвєродонецької «Молнії». Також працював інспектором на футбольних матчах.

## Досягнення

### Командні
- Вища ліга чемпіонату СРСР
  -  Срібний призер (1): 1975

### Індивідуальні
- Майстер спорту СРСР (1970)